# Tarbell Patera
La Tarbell Patera è una struttura geologica della superficie di Venere.